# 쳉딩 담딩
쳉딩 담딩(몽골어: Цэндийн Дамдин, 1957년 3월 31일~2018년 2월 22일)는 몽골의 유도인이다. 1980년 하계 올림픽에서 남자 미들급 동메달을 획득했고 삼보 선수로서 세계 선수권 대회에서 금메달 1개, 은메달 2개, 동메달 1개를 획득했다.

## 경력
헹티주 바양아다르가에서 태어났으며 몽골 국가대표 유도, 삼보 선수로 활동했다. 1979년에는 스페인 마드리드에서 열린 세계 삼보 선수권 대회에서 우승을 차지했다.
1980년에는 소련 모스크바에서 열린 1980년 하계 올림픽에 참가했으며 소련의 니콜라이 솔로두힌의 뒤를 이어 은메달을 획득했다. 1981년 2월에는 마드리드에서 열린 세계 삼보 선수권 대회에서 은메달을 획득했고 같은 해 9월에 네덜란드 마스트리흐트에서 열린 1981년 세계 선수권 대회에 출전했으며 조기에 탈락했다.
1985년에 현역에서 은퇴했다. 이후 몽골 유도 국가대표팀 감독이 되었으며 1989년 세계 선수권 대회 당시 몽골팀을 지도했다. 이후 국제 유도 심판으로 일했으며 몽골 국가 올림픽 위원회 사무총장(2000~2004)과 부회장(2004~2018)을 역임했다.

## 개인사
아들인 담디니 술드바야르도 유도 선수로 활동했다. 